# Alfonso Sobrado Palomares
Alfonso Sobrado Palomares, né en 1935 à Calvos de Randín en Galice, est un écrivain, journaliste et dirigeant d'entreprise espagnol, qui a dirigé plusieurs journaux et fut président pendant dix ans de l'agence de presse EFE, de 1986 à 1996.

## Biographie
Alfonso Sobrado Palomares est diplômé en droit et en journalisme de l'université complutense de Madrid. Il a fondé en 1964 l'agence Radial Press puis a été commentateur de politique internationale pour les revues Sábado Gráfico et Cambio 16, avant de fonder en 1973 sa propre revue Ciudadano.
Il est élu président de l'agence de presse EFE en 1986, poste qu'il occupera pendant dix ans. Sous sa présidence, EFE est devenue en 1992 l’agence de presse numéro un en Amérique latine avec environ 22 % du marché, décrochent même des contrats aux États-Unis, où le Miami Herald s'est abonné au service anglais et espagnol de EFE. Avec près de 1000 salariés dans 70 pays du monde, elle diffuse alors environ 500 000 mots par jour pour 300 millions, avec en plus des services audiovisuels "EFE-TV", "EFE-RADIO", son service économique EFECOM" et ses banques de données (EFEDATA).
Biographe en 2005 du Premier ministre espagnol Felipe González, en 1997, Alfonso Palomares intègre le groupe Zeta comme directeur des relations internationales, puis en 2001, il devient directeur du quotidien Diario de Córdoba.

## Œuvres
- África, la hora de las violencias, 1969.
- Albert Camus, 1970.
- Agotando la esperanza', (novela) II Premio Café Gijón.
- Las linotipias del miedo, 1977 (novela).
- El socialismo y la polémica marxista, 1979.
- Una larga sed, 1983 (novela).
- Te amaré después de siempre, 2001 (novela).
- Felipe González, el hombre y el político, 2005 (biografía).
- Antonio Asensio, 2007, con José Oneto (biografía).
- Los laberintos del espejo, 2010 (novela).